# 谷昌恒
谷 昌恒（たに まさつね、1922年 - 没年不明）は、日本の教育者。北海道家庭学校の第5代校長を務めた。

## 略歴
1922年、東京府に生まれる。母が植村正久に洗礼を受け、熱心なキリスト者の家庭に育つ。戦時下の学生時代は地質学の研究に当たる。理科学生であったために兵役は免れたが、同年輩の友人の多くは戦場に赴き戦死した。
1945年、東京大学理学部地質学科を卒業する。戦後、戦災孤児たちの姿を見て志を与えられ、福島県に堀川愛生園（養護施設）を創設、戦災孤児たちとの生活を始める。1965年、堀川愛生園を辞し、社会保障研究所主任研究員として、主に各国制度の比較研究に従事する。
1969年、北海道家庭学校の第5代校長として招かれ、いわゆる非行少年の教育、指導にあたる。1993年、第2回ペスタロッチー教育賞を受賞する。1997年、北海道家庭学校の校長職を辞し、引き続き理事長としての任にあたる。

## 晩年
1999年12月、谷と親交があった神学者加藤常昭は、「長年にわたり厳しい環境で働き体を痛め、静かな生活を送っている」と証言している。
21世紀に入ってから消息を知る者が絶えていたが、その後、青森県八戸市沖で漁船の網に、谷の物と思われる財布や持ち物が揚がった。このことによって北海道家庭学校では既に亡くなっていると判断し、慰霊祭の名簿に加えている。

## 著書
- ひとむれ（第一集～第九集、評論社）
- 教育の理想（評論社）
- いま教育に欠けているもの（岩波書店）
- 教育の心を問い続けて（岩波書店）
- 教育力の原点（岩波書店）
- 森のチャペルに集う子ら（日本基督教団出版局）